# Ephippiger ephippiger
Ephippiger ephippiger és una espècie d'ortòpter de la família dels tetigònids, freqüent a Europa.

## Noms vulgars
Ephippiger ephippiger té diversos noms vulgars, com somera, pantigana, patangana (o pagantana), porta-sella.

## Nutrició i amenaça
Ephippiger ephippiger s'alimenta de vegetals: fulles de vinya, romegueres, pixallits, etc., i també d'insectes. Com que les vinyes tot sovint són tractades amb diversos productes fitosanitaris, és seriosament amenaçada en aquest tipus d'hàbitat. El retorn recent a pràctiques més naturals (cultures biològiques) podria ajudar a la seva preservació.

## Estridulació
Emesa de dia i de nit, l'estridulació es compon de dues emissions sonores: una de primera breu seguida d'una de segona un poc més llarga, d'on els noms pervinguts d'onomatopeies "tizi" o "dijous" a Occitània. La femella respon al mascle amb les seves pròpies estridulacions.

## Llista de les subespècies
Segons Orthoptera Species File (28 de març 2010)
- Ephippiger ephippiger balkanicus Andreeva 1985
- Ephippiger ephippiger cunii Bolívar, 1877
- Ephippiger ephippiger ephippiger (Fiebig, 1784)
- Ephippiger ephippiger harzi Adamovic, 1973
- Ephippiger ephippiger tamaninii Galvagni, 1956
- Ephippiger ephippiger usi Adamovic, 1973
- Ephippiger ephippiger vitium Serville, 1831

## Sinonímia
- Gryllus ephippiger Fiebig, 1784 ;
- Ephippiger vitium Serville, 1831 ;
- Ephippiger diurnus Dufour, 1841.

## Galeria

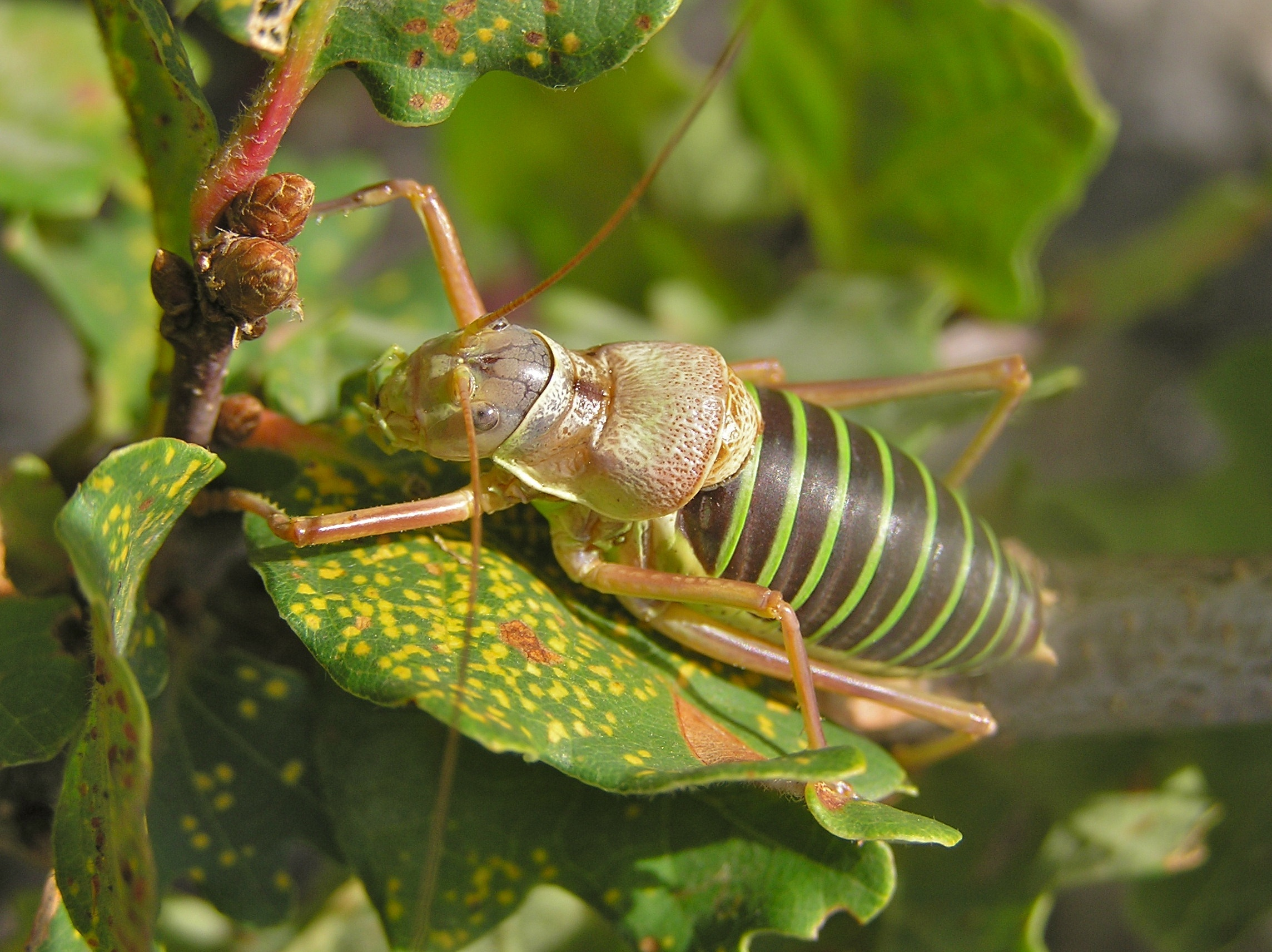
Mascle
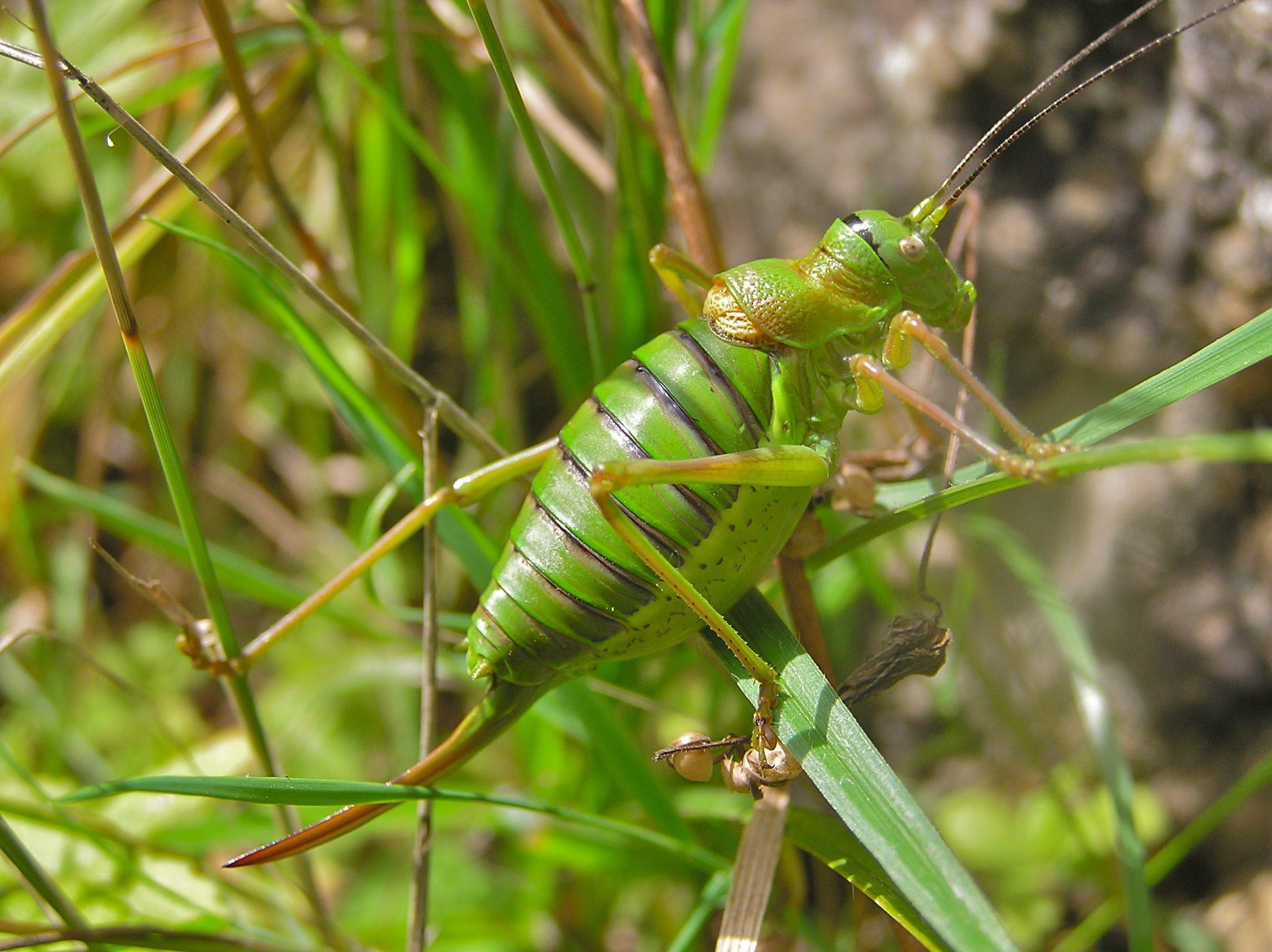
Femella
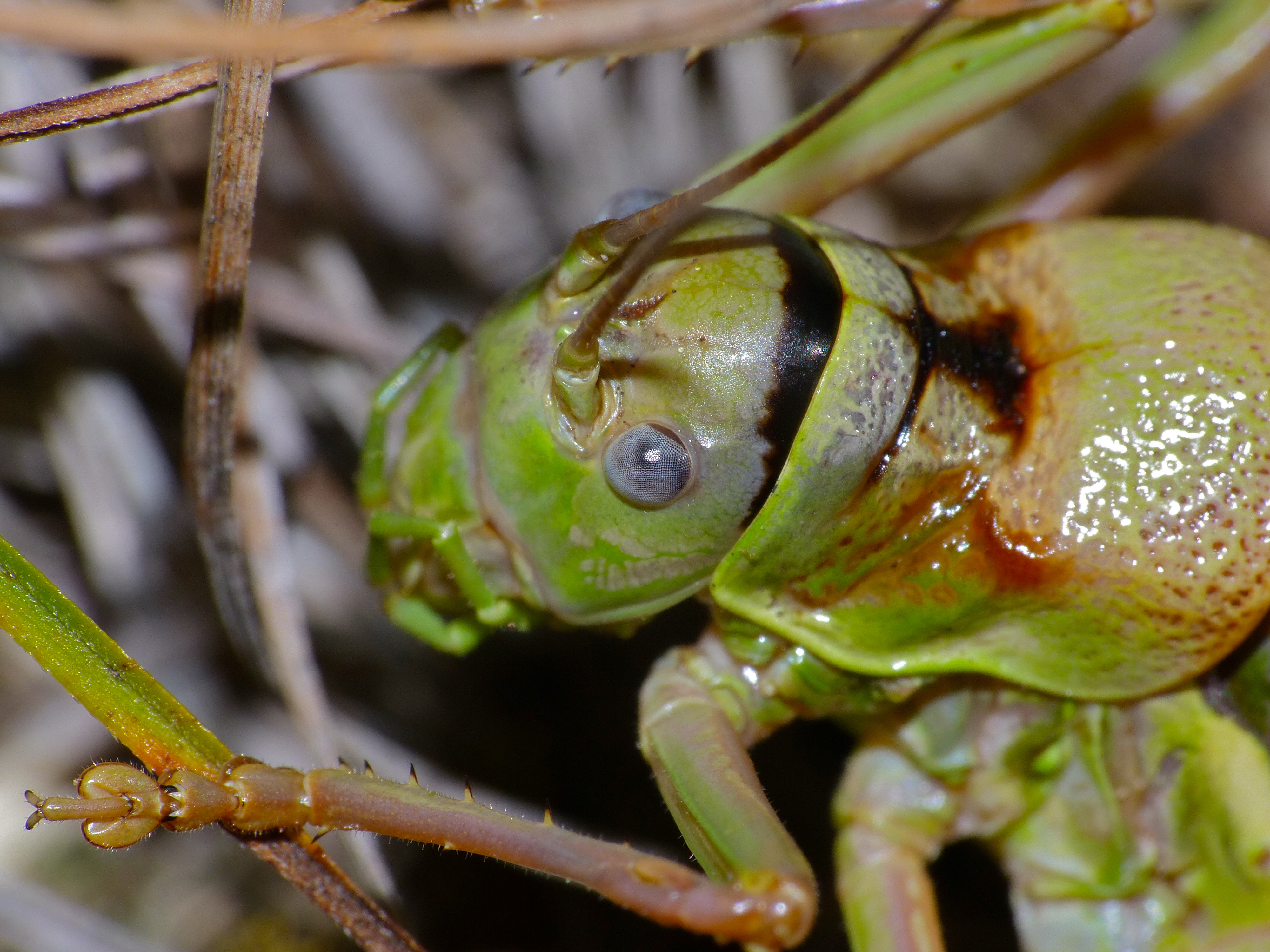
Detall del cap
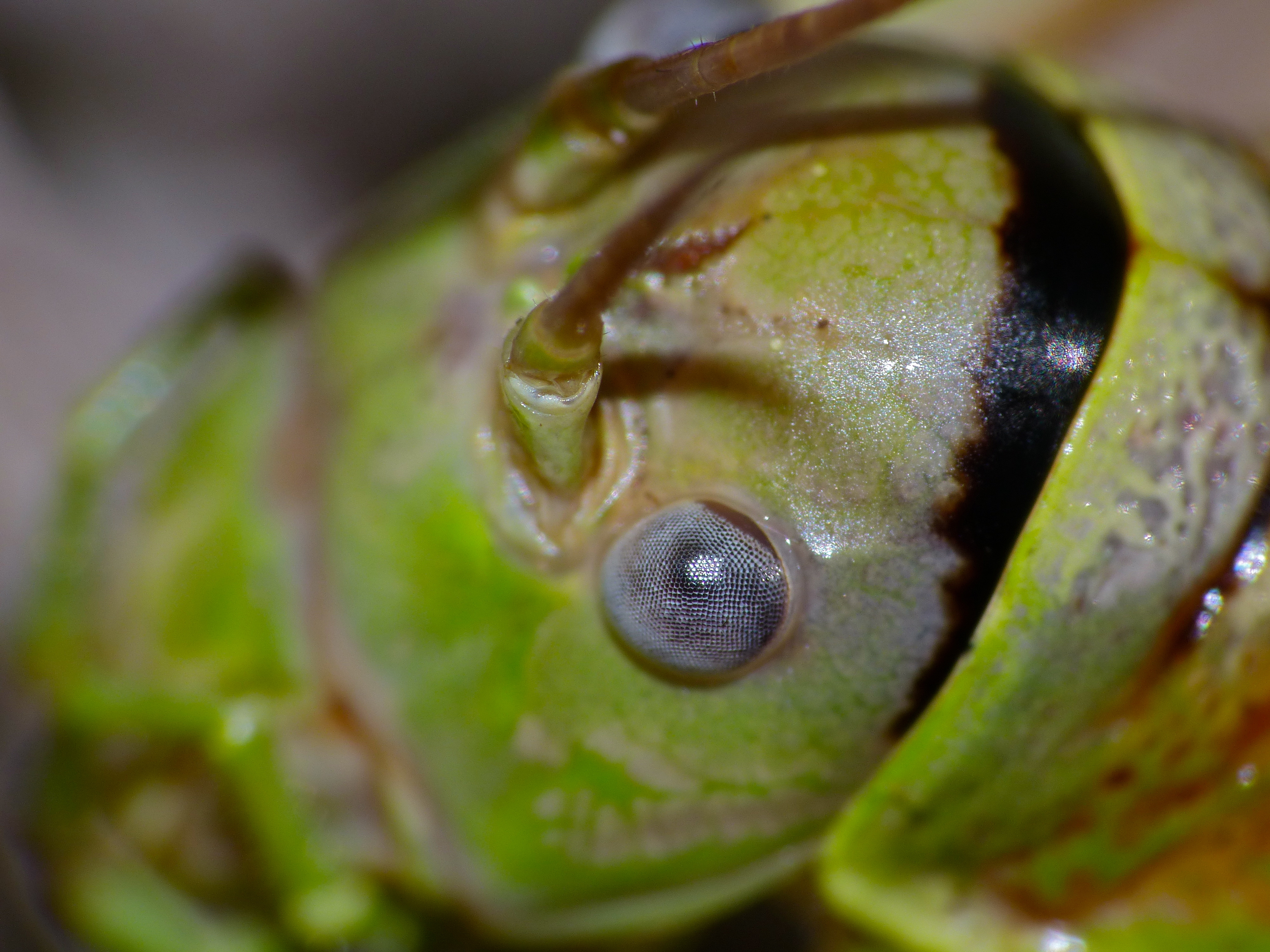
Detall de l'ull